# Jason Ajemian
Jason Ajemian (* 5. August 1976 in Calf Mountain, Virginia) ist ein US-amerikanischer Jazzmusiker (Bass, Elektronik) und Medienkünstler.

## Leben und Wirken
Ajemian arbeitet ab Beginn der 2000er-Jahre in der Chicagoer Jazzszene u. a. mit Marc Ribot, Matana Roberts, Ken Vandermark, Matt Bauder, Tim Daisy, Bill Dixon, Bill McKay, Dave Rempis und Rob Mazurek, mit dem er im Chicago Underground Trio spielt; ferner war er Mitglied des Exploding Star Orchestra. 2004 erschien sein Debütalbum Who Cares How Long You Sink, gefolgt von  The Art of Dying (2008), Protest Heaven (2010, 482 Music) und  Daydream Full Lifestyles, u. a. mit Tony Malaby, Jeff Parker und Chad Taylor. Im Bereich des Jazz war er als Musiker zwischen 2002 und 2018 bei 29 Aufnahmesessions tätig.
Als Künstler hatte er 2007 mit seinem Bruder Lucas und Kōki Tanaka eine Ausstellung im Palais de Tokyo in Paris. 2009 war er an der Ausstellung „Wach sind nur die Geister“ im Hartware MedienKunstverein Dortmund beteiligt, 2011 an der Intermission der James Cohan Gallery in Shanghai.

## Diskographische Hinweise
- The Art of Dying (Delmark Records 2008, mit Jaimie Branch, Tim Haldeman, Matt Schneider, Jason Adasiewicz, Noritaka Tanaka)[4]
- A Way a Land of Life (NoBusiness Records, 2014, mit Tony Malaby, Rob Mazurek, Chad Taylor)
- Folklords (Delmark, 2014)
- Jaimie Branch: Fly or Die II: Bird Dogs of Paradise (International Anthem, 2019)
- Jaimie Branch: Fly or Die Fly or Die Fly or Die ((World War)) (International Anthem, 2023)